# Rosengrund
Rosengrund (oberfränkisch: Ruhsngrund) ist ein Gemeindeteil der Großen Kreisstadt Kulmbach im Landkreis Kulmbach (Oberfranken, Bayern). Rosengrund liegt in der Gemarkung Höferänger.

## Geografie
Der Weiler liegt an der Hangleite (484 m ü. NHN, 0,5 km nordwestlich). Im Süden bildet der Mäusbach, ein rechter Zufluss der Dobrach, ein Tal. Eine Gemeindeverbindungsstraße führt nach Höferänger zur Kreisstraße KU 3 (1,6 km östlich) bzw. nach Oberdornlach (1 km nordwestlich).

## Geschichte
Der Ort wurde 1509 als „Rosengrund“ erstmals urkundlich erwähnt.
Gegen Ende des 18. Jahrhunderts gab es in Rosengrund fünf Anwesen (drei Güter, ein Halbgut und ein Halbgütlein). Das Hochgericht übte das bayreuthische Stadtvogteiamt Kulmbach aus. Die Dorf- und Gemeindeherrschaft sowie die Grundherrschaft über alle Anwesen hatte das Rittergut Oberdornlach.
Von 1797 bis 1810 unterstand der Ort dem Justiz- und Kammeramt Kulmbach. Mit dem Gemeindeedikt wurde Rosengrund dem 1811 gebildeten Steuerdistrikt Oberdornlach und der 1812 gebildeten Ruralgemeinde Oberdornlach zugewiesen. 1955 wurde der Ort in die Gemeinde Höferänger umgemeindet. Am 1. Januar 1974 wurde Rosengrund im Zuge der Gebietsreform in Bayern nach Kulmbach eingegliedert.

### Einwohnerentwicklung
| Jahr      | 001818 | 001861 | 001871 | 001885 | 001900 | 001925 | 001950 | 001961 | 001970 | 001987 |
| Einwohner | 18     | 28     | 29     | 30     | 22     | 26     | 33     | 22     | 22     | 25     |
| Häuser    | 4      |        |        | 5      | 5      | 5      | 4      | 4      |        | 6      |
| Quelle    | [ 8 ]  | [ 11 ] | [ 12 ] | [ 13 ] | [ 14 ] | [ 15 ] | [ 16 ] | [ 17 ] | [ 18 ] | [ 1 ]  |

## Religion
Der Ort ist seit der Reformation evangelisch-lutherisch geprägt und nach St. Maria Magdalena (Kirchleus) gepfarrt.